# Victor Babeș
Victor Babeș (n. 28 iulie 1854, Viena, Imperiul Austriac – d. 19 octombrie 1926, București, România) a fost un bacteriolog și morfopatolog român, membru al Academiei Române din 1893. A fost fiul lui Vincențiu Babeș.
În colaborare cu Victor André Cornil, este autorul primului tratat de bacteriologie din lume (Bacteriile și rolul lor în anatomia și histologia patologică a bolilor infecțioase) prin care a pus bazele moderne ale acestei științe.
De asemenea, este fondatorul școlii românești de microbiologie.

## Biografie
Victor Babeș s-a născut în 1854 la Viena. A fost fiul deputatului Vincențiu Babeș, originar din Banat, și al Sophiei Goldschneider, descendenta unei influente familii vieneze. Victor Babeș a obținut bacalaureatul la Gimnaziul Catolic din Budapesta, după care a studiat medicina la Universitatea din Budapesta, apoi la Viena, unde și-a luat doctoratul.
Babeș își începe cariera științifică în Budapesta ca asistent în laboratorul de anatomie patologică (1874-1881). În urma descoperirilor lui Louis Pasteur, este atras de microbiologie și pleacă la Paris unde lucrează un timp în laboratorul lui Pasteur, apoi cu Victor Cornil. Împreună cu acesta publică primul tratat de bacteriologie intitulat Les bactéries et leur rôle dans l'anatomie et l'histologie pathologiques des maladies infectieuses (1885).
În anii 1885-1886 lucrează în Berlin în laboratoarele lui Rudolf Virchow și Robert Koch.
În 1881 primește titlul de conferențiar (docent privat) iar în 1885 postul de profesor asociat de Histopatologie la Universitatea din Budapesta.
În 1887 a fost chemat la București ca profesor la catedra de Anatomie Patologică și Bacteriologie.

## Activitate științifică

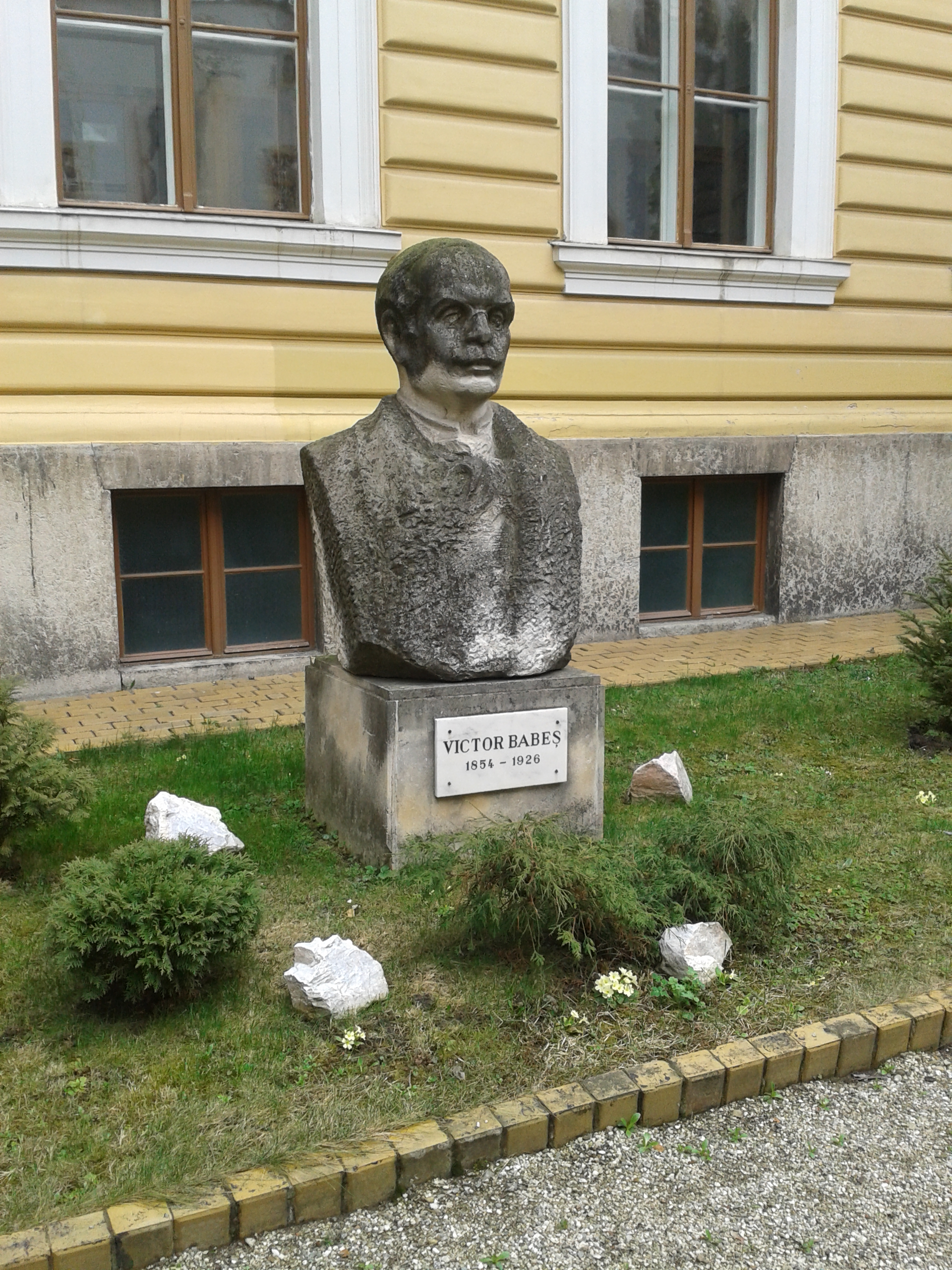
Bustul lui Victor Babeș din fața Universității Babeș-Bolyai din Cluj

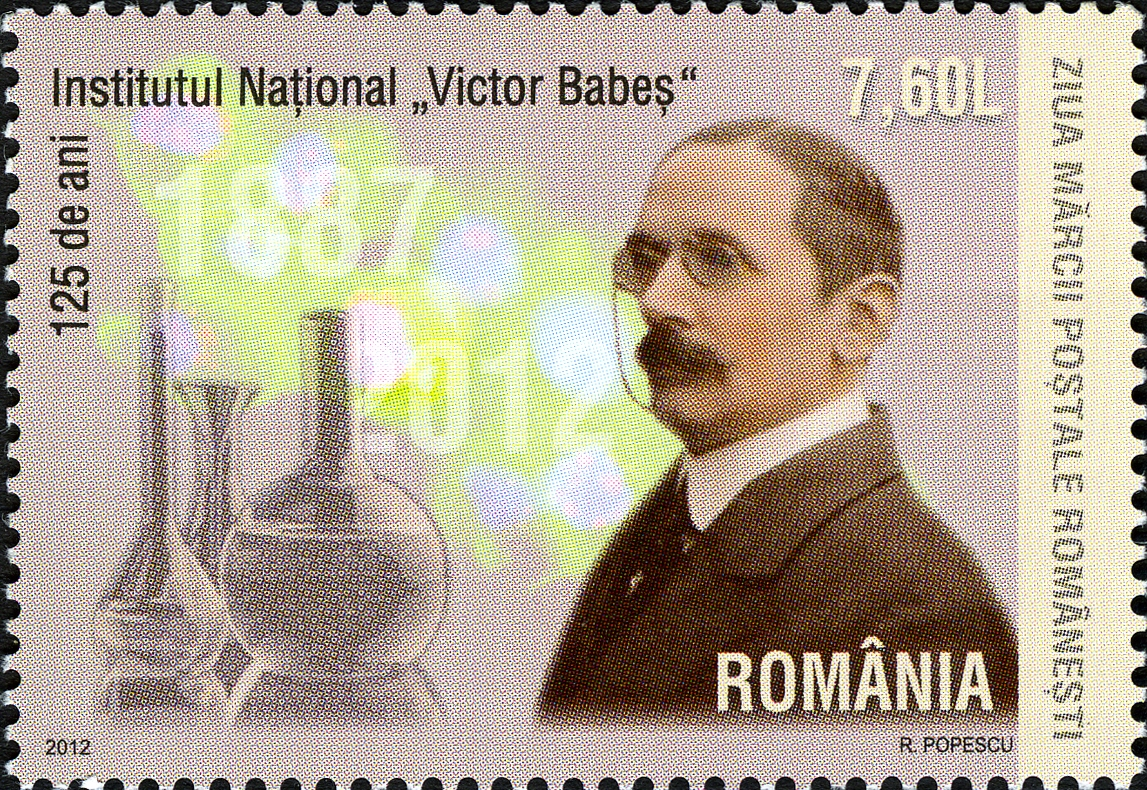
Timbru emis cu ocazia a celei de a 125-a aniversări a fondării Institutului Național Victor Babeș

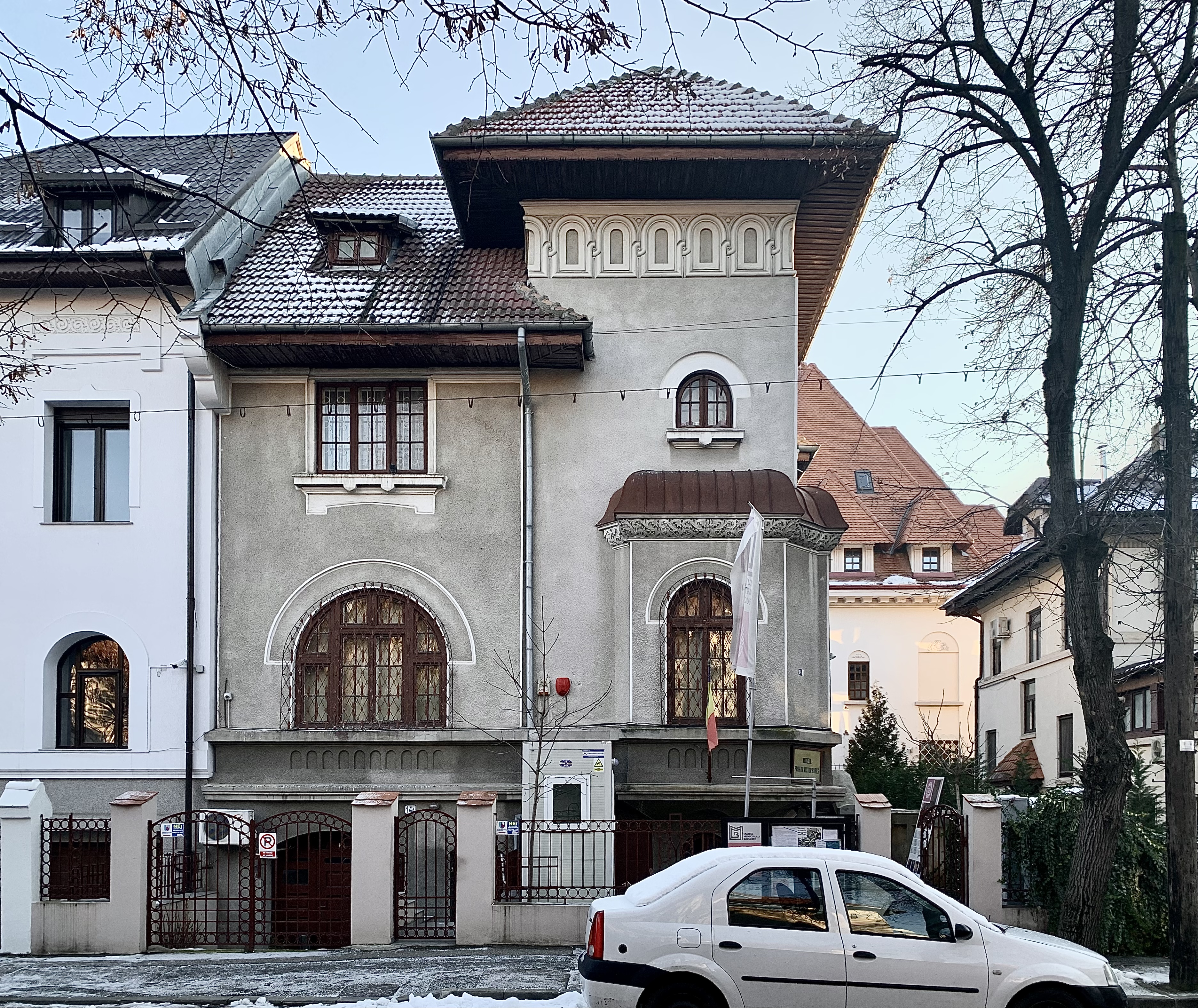
Muzeul memorial Victor Babeș de pe Strada Andrei Mureșan din București

Activitatea științifică a lui Victor Babeș a fost foarte vastă, cu un accent deosebit în problemele de tuberculoză, lepră, vaccinare anti-rabică și seroterapie anti-difterică. A demonstrat prezența bacililor tuberculozei în urina persoanelor bolnave și a pus în evidență peste 40 de microorganisme patogene. De o deosebită importanță este descoperirea unei clase de paraziți - sporozoari intracelulari nepigmentați - care cauzează febra de Texas la pisici și alte îmbolnăviri la animale vertebrate. La Congresul Internațional de Zoologie din Londra (1900) acești paraziți sunt clasificați în genul Babesia.
În 1892 publică împreună cu Gheorghe Marinescu și Paul Blocq un Atlas de Histologie patologică a Sistemului Nervos. A editat timp de mai mulți ani Analele Institutului de Patologie și Bacteriologie din București. 
Victor Babeș, datorită formației sale științifice de bază, a creat concepția ce poate fi denumită "patomorfologia procesului infecțios", sinteză a microbiologiei cu histopatologia.
Activitatea lui Babeș a influențat și dezvoltarea medicinei veterinare, imprimându-i orientări noi, strâns legate de obiectivele medicinei profilactice.
Astfel, a introdus vaccinarea antirabică în România, ameliorând metoda prin asocierea, în cazurile grave, cu seroterapia.
Prin cercetările sale valoroase asupra antagonismelor microbiene, s-a situat printre precursorii ideilor moderne asupra antibioticelor.
În anul 1893 este ales membru titular al Academiei Române. 
A fost membru al Academiei Române, membru corespondent al Academiei de Medicină din Paris și ofițer al Legiunii de Onoare (Franța).

## Concepții filozofice și atitudine militantă
Pe lângă activitatea științifică, Babeș a fost preocupat de îmbunătățirea stării sanitare a populației, în special în combaterea și prevenirea pelagrei.
Studiind cauzele acestei boli, care (ca și tuberculoza) avea extindere în masă, a subliniat esența socială a acesteia și în 1907 a susținut:
"Leacul pelagrei, al acestei boli a mizeriei, al acestei rușini naționale, vi-l dau eu: împroprietărirea țăranilor."

De asemenea, Babeș s-a preocupat îndeaproape de problemele medicinei profilactice, abordând probleme ca: alimentarea cu apă a localităților, organizarea științifică a luptei antiepidemice etc.
Concepția sa filozofică, înscrisă pe linia materialismului este expusă în lucrările: Considerațiuni asupra raportului științelor naturale către filozofie (1879) și Credință și știință (1924).
Babeș a combătut agnosticismul lui Kant, teoria ideilor înnăscute (ineismul) lui Descartes, apriorismul idealist al lui Schelling, precum și fideism.
A susținut în mod consecvent caracterul obiectiv al lumii, al legilor naturii și al cauzalității.
Victor Babeș a pus bazele publicațiilor „Analele Institutului de Patologie și Bacteriologie“ (1889), „România medicală“ (1893) și „Archives des sciences médicales“ (1895).

## Eponime asociate
- Corpusculii Babeș-Ernst: incluzii metacromatice în protoplasma unor bacterii grampozitive (de ex.: bacilul difteric).
- Corpusculii Babeș-Negri: incluzii rabice în celulele nervoase.
- Babesia: un gen de paraziți din ordinul Haemosporidia.
- Babesioze, (sin. Piroplasmoză): o boală rară gravă, uneori fatală, la oameni cauzată de un protozoar intraeritrocitar, Babesia microti.